# 太平天国英王府及太平天国英王府壁画
太平天国英王府及太平天国英王府壁画位于安徽省安庆市任家坡，此处建筑被认为是太平天国英王陈玉成的府邸。英王府东殿壁间留存“飞凤舞狮”、“飞凤奔马”、“瓜瓞绵绵”、“暗八仙”四幅太平天国壁画。
2004年10月28日，太平天国英王府及太平天国英王府壁画被定为第五批安徽省重点文物保护单位 。但英王府现状甚忧，建筑已是残垣断壁，需要修缮。